# Прайс, Джордж Роберт
Джордж Роберт Прайс (англ. George Robert Price) (1922 — 1975) — американский популяционный генетик.

## Биография
Являлся участником Манхэттенского проекта, изучал характеристики плутония-235. Вначале научной карьеры физико-химик, а затем научный журналист. С 1961 по 1967 работал в IBM консультантом по обработке графических данных. Переехал в Лондон в 1967, где работал в области теоретической биологии в лаборатории Гальтона. Сделал три важных вклада в науку: во-первых, переработал труд У. Д. Гамильтона касательно родственного отбора и группового отбора; во-вторых, разработал (совместно с Д. М. Смитом) концепцию эволюционно устойчивой стратегии, центральной концепции теории игр; в-третьих, формализовал фундаментальной теоремы Фишера о естественном отборе.
Продолжая заниматься научной журналистикой, попытался написать книгу под названием «Непростой путь» о холодной войне Соединённых Штатов с Советским Союзом и Китайской Народной Республикой, но пожаловался, что «мир продолжал меняться быстрее, чем я мог бы об этом написать», и поэтому книга так и не была закончена. Обратившись в христианство и отдав все своё имущество бедным, впал в депрессию и покончил жизнь самоубийством. Документы Джорджа Р. Прайса хранятся в Британской библиотеке и доступны через каталог.

## Публикации
- Прайс Д. Р. (1955). "Science and the supernatural". Science. 122 (3165): 359–367.
- Прайс Д. Р. (1956). "Where is the definitive experiment?". Science. 123 (3184): 17–18.
- Прайс Д. Р. "Selection and covariance" (PDF). Nature. 227 (5257): 520–521.
- Прайс Д. Р. "Extension of the Hardy–Weinberg law to assortative mating". Annals of Human Genetics.
- Прайс Д. Р. "Extension of covariance selection mathematics". Annals of Human Genetics.
- Прайс Д. Р.; Смит С. О. Б.[англ.] (1972). "Fisher's Malthusian parameter and reproductive value". Annals of Human Genetics.
- Прайс Д. Р. (1972). "Fisher's fundamental theorem made clear". Annals of Human Genetics.
- Прайс Д. Р. (1995). "The nature of selection". Journal of Theoretical Biology.